# کالکارا
کالکارا (به لاتین: Kalkara) یک منطقهٔ مسکونی در مالت است که در منطقه جنوب شرقی مالت واقع شده‌است. کالکارا ۱٫۸ کیلومتر مربع مساحت و ۳٬۰۵۹ نفر جمعیت دارد.